# Druhá vlast
Druhá vlast (1900, Seconde patrie) je méně známý dobrodružný román (robinzonáda) francouzského spisovatele Julesa Verna z jeho cyklu Podivuhodné cesty (Les Voyages extraordinaires), napsaný jako pokračování knihy švýcarského spisovatele Johanna Davide Wysse Švýcarský Robinson (1812, Der Schweizerische Robinson).

## Obsah románu

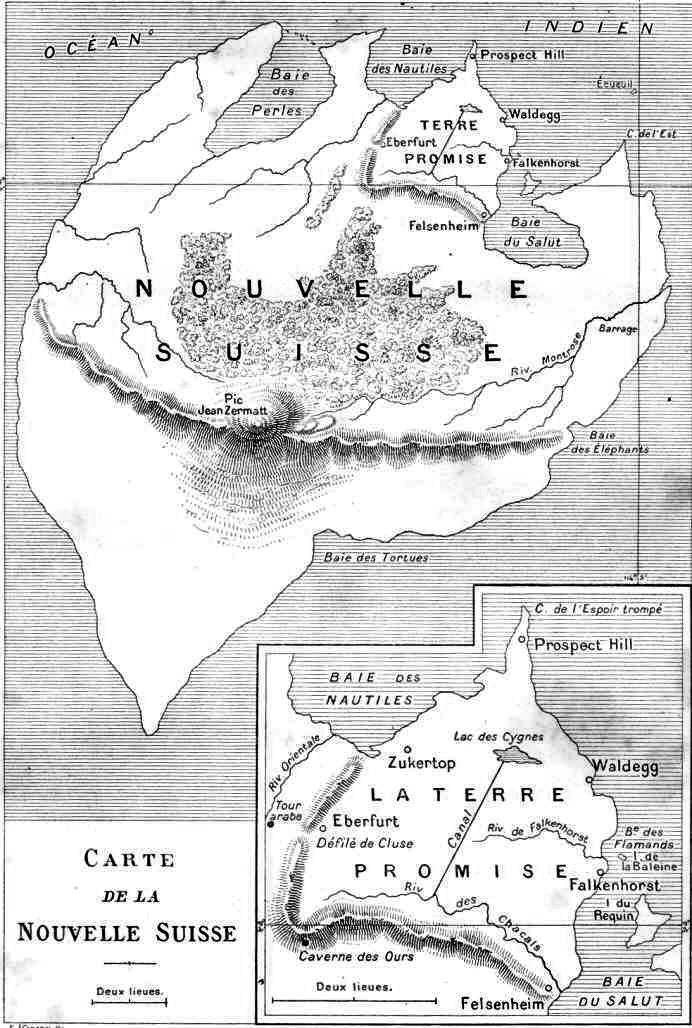
Mapa z francouzského vydání.

Po shrnutí děje originálního románu popisuje autor další dobrodružství členů rodiny Zermattovy (jméno pochází od Julese Verna, neboť v původním románu nebylo žádné jméno zmíněno) a jejich nových přátel, anglické rodiny Wolstonovy, na ostrově, kde původně ztroskotali a který pojmenovali Nové Švýcarsko. Hrdinové knihy se na ostrov vrací, zakládají zde osadu a prozkoumávají stále větší části ostrova, k čemuž jim vydatně napomáhají praktické inženýrské vědomosti Wolstonových. Osada je však nenadále přepadena divochy. V poslední chvíli jsou osadníci zachráněni anglickou korvetou, jejíž kapitán prohlásí ostrov za anglickou kolonii a vrátí jej pod správu osadníků. Kolonie prosperuje a má zakrátko více než dva tisíce obyvatel. Kromě této hlavní dějové linie autor v románu líčí některé další dobrodružné příběhy, jako je například vzpoura na lodi, vezoucí některé osadníky na ostrov, a jejich vysazení v malém člunu uprostřed Indického oceánu.

## Ilustrace
Knihu Druhá vlast ilustroval George Roux.

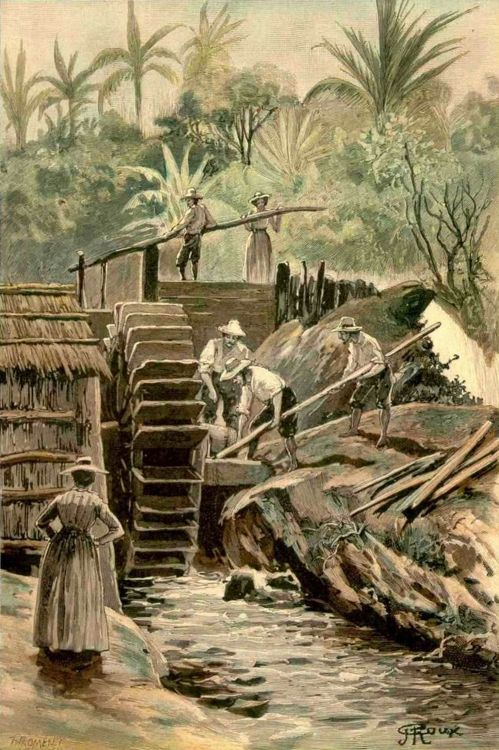
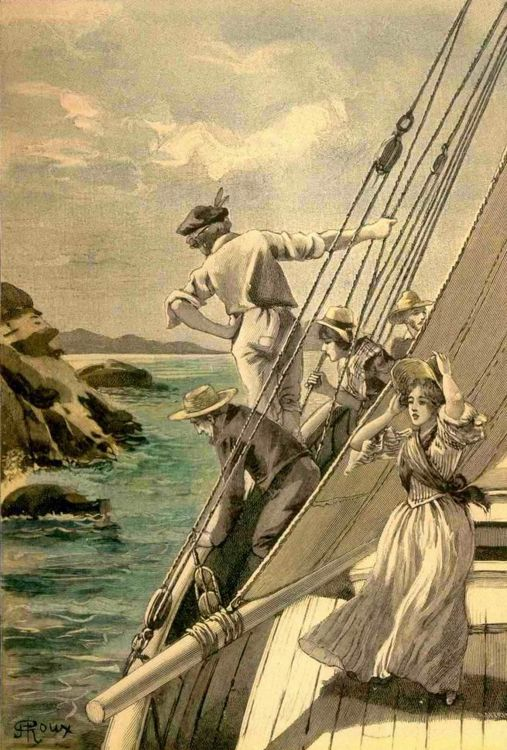
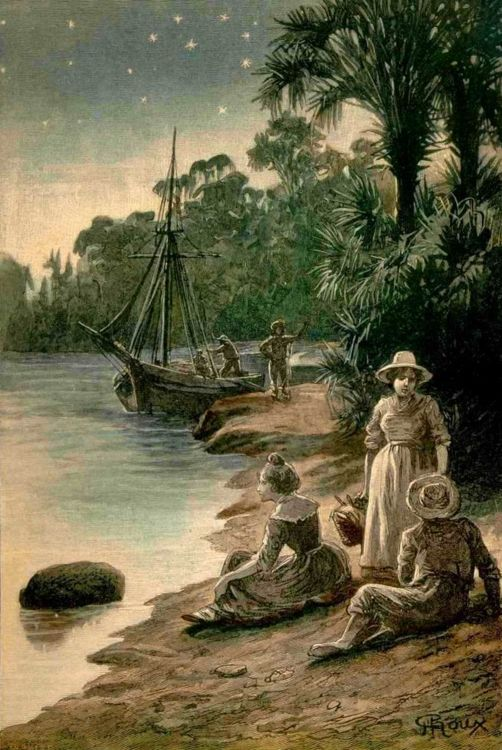
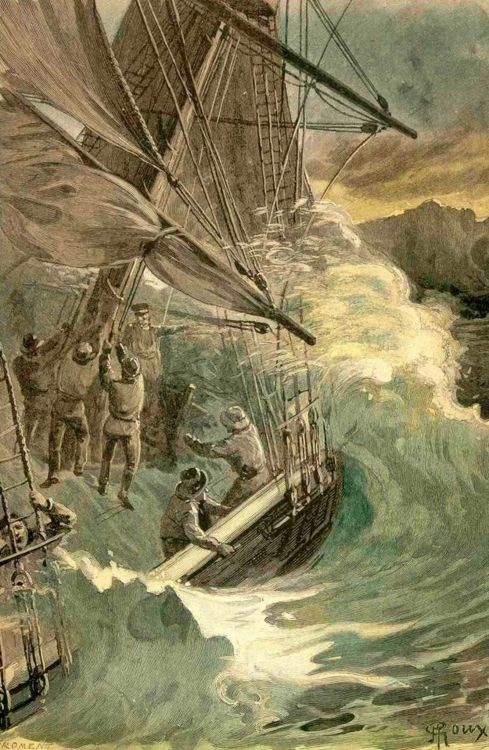
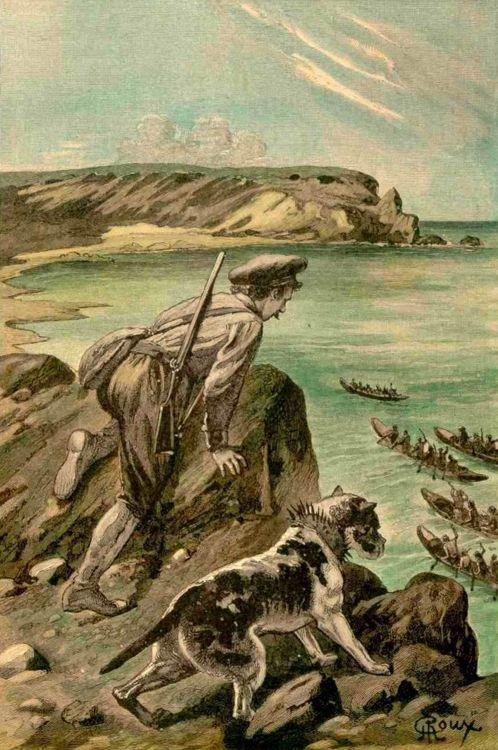

## Česká vydání
- Druhá vlast, Eduard Beaufort, Praha 1913, přeložila Pavla Moudrá, dva svazky,
- Druhá vlast, Návrat, Brno 1998, přeložila Pavla Moudrá, znovu 2006.
- Druhá vlast, Nakladatelství Josef Vybíral, Žalkovice 2018, přeložila Pavla Moudrá.